# 미하일 샤묘나우
미하일 울라지미라비치 샤묘나우(벨라루스어: Міхаіл Уладзіміравіч Сямёнаў, 러시아어: Михаил Владимирович Семёнов 미하일 블라디미로비치 세묘노프[*], 1984년 7월 30일~)는 벨라루스의 레슬링 선수이다. 그는 2008년 하계 올림픽에서 남자 그레코로만형 라이트급 은메달을 획득했다.